# Косованка
Косо́ванка — село в Україні, у Сторожинецькій міській громаді Чернівецькому районі Чернівецької області.

## Історія
З 24 серпня 1991 року село входить до складу незалежної України.
17 липня 2020 року, в результаті адміністративно-територіальної реформи та ліквідації Сторожинецького району, село увійшло до складу Чернівецького району.

## Населення

### Мова
Розподіл населення за рідною мовою за даними :
| Мова       | Кількість | Відсоток |
| ---------- | --------- | -------- |
| українська | 395       | 99.50%   |
| польська   | 1         | 0.25%    |
| російська  | 1         | 0.25%    |
| Усього     | 225       | 100%     |

## Релігія
В селі діє храм ПЦУ Покрови Пресвятої Богородиці.